# 顔元孫
顔 元孫（がん げんそん）は、唐の学者・書家。本貫は琅邪郡臨沂県。『干禄字書』の著者として知られる。

## 経歴
顔元孫は『旧唐書』・『新唐書』に伝が見えないが、甥の顔真卿が書いた『朝議大夫守華州刺史上柱国贈秘書監顔君神道碑銘』によって略歴を知ることができる。南宋の陳思『書小史』もほぼ同内容である。
顔元孫は学問の家として名高い琅邪顔氏のひとりとして長安で生まれた。顔之推の4世の孫にあたる。字は聿修といった。幼いころに親をなくし、母方の叔父で能書家・画家として名高い殷仲容に育てられた。学問に優れ、玄宗皇帝の時代に滁州刺史の官についていたが、冤罪を着せられて罷免され、十年にわたって無官であった。その後に濠州刺史の官につき、朝議大夫上柱国を加えられた。
子に顔春卿・顔杲卿・顔曜卿・顔旭卿があった。
玄宗皇帝のために書の真偽を鑑定し、大いに喜ばれたという。
著書には『干禄字書』のほかに文集があったというが、残っていない。